# Champdor

Champdor este o comună în departamentul Ain din estul Franței.